# Avito de Vienne

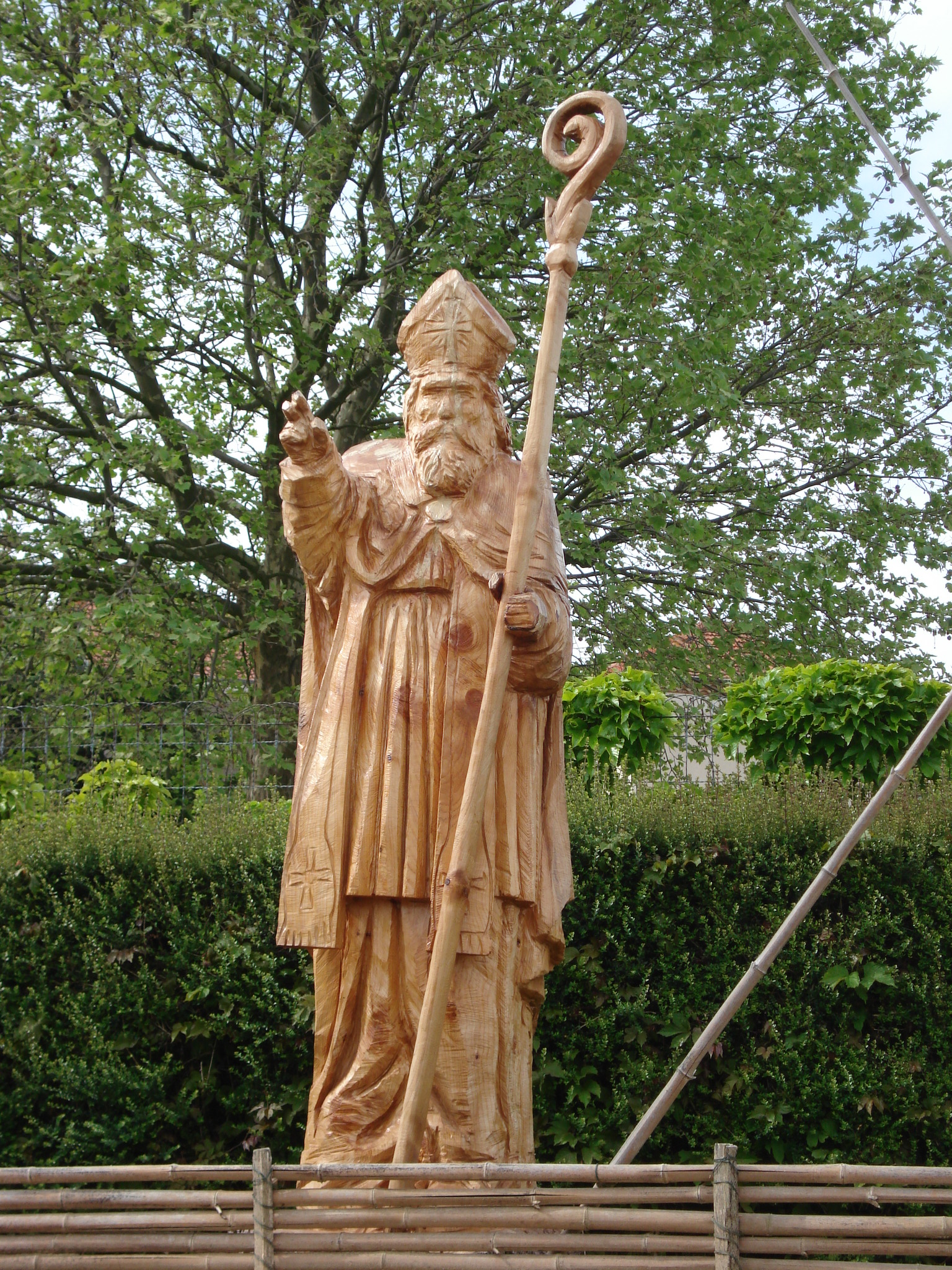
Escultura de San Avito

San Avito de Vienne, cuyo nombre completo era Sexto Alcimo Ecdicio Avito (en latín, Sextus Alcimus Ecdicius Avitus, ¿450? - Vienne, 518, aunque según algunos vivió hasta 525 o 526)[cita requerida], obispo de Vienne, en la Galia Lugdunense, poeta y escritor cristiano de la Alta Edad Media y santo para las confesiones cristianas católica y ortodoxa. Enodio, en su «Vida de San Epifanio de Pavía», dice de Avito que era un arsenal de sabiduría, y añade que cuando los borgoñones habían cruzado los Alpes y se habían llevado gran cantidad de cautivos de Liguria, San Avito rescató a muchos. El rey de Francia, Clodoveo, aunque todavía era pagano y Gondebaldo, rey de Borgoña, no obstante ser arriano, lo respetaban mucho. Después de la muerte de Gondebaldo en 516, su hijo y sucesor, Sigismundo, fue atraído a la fe cristiana por san Avito. En 517, el santo presidió un famoso concilio en Epaon. Cuando el rey Sigismundo había manchado sus manos con la sangre de su hijo Sigerico, por un cargo falso hecho contra él por su madrastra, san Avito le inspiró tal horror por su crimen, que el rey se convirtió y después mandó reconstruir la abadía de Agaunum o San Mauricio. Su festividad se conmemora dentro del santoral romano el 5 de febrero.

## Biografía
Era hijo de una familia galorromana importante, emparentada con el emperador Avito. y otros ilustres personajes, entre ellos bastantes dignidades eclesiásticas, como San Mamerto. El padre de Avito, el senador Isychius, fue elegido obispo de Vienne y Avito le sucedió en el episcopado en 490).
A los cuarenta años, dio sus bienes a los pobres e ingresó en un convento. Se convirtió en un importante erudito y se aplicó a extinguir el arrianismo en el reino de Borgoña (443-532), para lo cual se ganó la confianza del rey burgundio Gundebaldo y convirtió a su hijo, el rey Segismundo (516-523), al cual educó. Fue así: en 517, el santo estaba presidiendo un concilio nacional en Epaon y cuando el rey Segismundo asesinó a su propio hijo Sigerico por un cargo falso hecho por su madrastra, san Avito le inspiró tal horror por su crimen que lo convirtió y le mandó reconstruir la abadía de Agauno o San Mauricio. Combatió también el semipelagianismo y el cisma acaciano en Constantinopla y en general se mostró como un gran integrista a favor de Roma y el papado.

## Obras
Escribió un poema en cinco libros y 2.552 hexámetros sobre la narración bíblica del pecado original, la expulsión del Paraíso, el diluvio y el paso por el Mar Rojo, estos dos últimos símbolos para él del Bautismo: Libelli de spiritalis historiae gestis (I: De origine mundi; II: De originali peccato; III: De sententia Dei; IV: De diluvio mundi; V: De transitu maris rubri). También Versus de consolatoria castitatis laude. Su lenguaje es inspirado, muy rítmico, adornado de retórica y con algunos arcaísmos. Observa correctamente las leyes métricas y se dice que John Milton aprovechó su paráfrasis de las Escrituras para componer su Paraíso Perdido. También escribió 666 hexámetros De virginitate o De consolatoria castitatis laude para consuelo de su hermana Fuscina, una monja. Sus obras en prosa incluyen Contra Eutychianam Hæresim libri II, escrita en 512 o 513, y 87 cartas muy importantes para la historia eclesiástica y política de su época. Sus homilías se han perdido salvo dos y fragmentos y extractos de otras veinticinco. Julien Havet probó que no es el autor del Dialogi cum Gundobado Rege (Questions mérovingiennes, París, 1885), una defensa de la fe católica contra los arrianos: es una falsificación del oratoriano Jérome Viguier, quien también falsificó una carta del papa Símaco a Avito (octubre 13, 501). Las obras de Avito se encuentran en Migne, Patrología Latina, LIX, 191-398. En el santoral, su día corresponde al 5 de febrero